# ラニャスコ
ラニャスコ（イタリア語: Lagnasco）は、イタリア共和国ピエモンテ州クーネオ県にある、人口約1,400人の基礎自治体（コムーネ）。

## 地理

### 位置・広がり

#### 隣接コムーネ
隣接するコムーネは以下の通り。
- マンタ
- サルッツォ
- サヴィリアーノ
- スカルナフィージ
- ヴェルツオーロ

#### 地震分類
イタリアの地震リスク階級 (it) では、3 
に分類される。

## 行政

### 分離集落
ラニャスコには、以下の分離集落（フラツィオーネ）がある。
- Cascine Brero, Cerio, Chiabotti Grangia